# Physician associate
Physician associate – pracownik medyczny charakterystyczny dla Wielkiej Brytanii, który wspiera lekarza w opiece nad pacjentami, pracując pod jego nadzorem. Physician associate analizuje historię chorób, przeprowadza badania, analizuje wyniki badań, diagnozuje i przygotowuje plan leczenia. Obecnie (2017 r.) w brytyjskim NHS zatrudniono ok. 300 pracowników z tej grupy przy docelowej liczbie planowanej na 3.000. Cykl kształcenia physician associate trwa dwa lata. Zawód porównywany bywa do polskiego felczera.